# Tour du Pays basque 2009
La 49e édition du Tour du Pays basque a eu lieu du 6 au 11 avril 2009. La course est la quatrième épreuve de l'UCI ProTour 2009 et la septième course du Calendrier mondial UCI 2009. La victoire finale est revenue à l'Espagnol Alberto Contador, vainqueur de deux étapes. Il s'agit de son deuxième succès d'affilée.
Cependant Antonio Colom est disqualifié des courses auxquelles il a participé à partir du 2 avril 2009 après un contrôle positif à l'EPO. Samuel Sánchez se voit donc attribuer la deuxième place de la course tandis que Cadel Evans s'empare de la troisième. De plus tous les autres coureurs classés jusqu'à la vingtième place se voient également gagner un rang, la place de vingtième restant vacante.

## Étapes
| Étape     | Date     | Villes étapes       | Distance (km) | Vainqueur d’étape | Leader du classement général |
| 1re étape | 6 avril  | Ataun               | 142           | Luis León Sánchez | Luis León Sánchez            |
| 2e étape  | 7 avril  | Ataun - Villatuerta | 169           | Yury Trofimov     | Luis León Sánchez            |
| 3e étape  | 8 avril  | Villatuerta - Eibar | 163           | Alberto Contador  | Alberto Contador             |
| 4e étape  | 9 avril  | Eibar - Güeñes      | 152           | Michael Albasini  | Alberto Contador             |
| 5e étape  | 10 avril | Güeñes - Zalla      | 162           | Marco Pinotti     | Alberto Contador             |
| 6e étape  | 11 avril | Zalla               | 24 (clm)      | Alberto Contador  | Alberto Contador             |

## Classements finals
Sources 
|    | Cycliste          | Pays      | Équipe            | Temps            |
| -- | ----------------- | --------- | ----------------- | ---------------- |
| 1  | Alberto Contador  | Espagne   | Astana            | 20 h 48 min 30 s |
| -  | Antonio Colom     | Espagne   | Katusha           | + 30 s           |
| 2  | Samuel Sánchez    | Espagne   | Euskaltel-Euskadi | + 53 s           |
| 3  | Cadel Evans       | Australie | Silence-Lotto     | + 1 min 33 s     |
| 4  | Luis León Sánchez | Espagne   | Caisse d'Épargne  | + 1 min 48 s     |
| 5  | Damiano Cunego    | Italie    | Lampre-NGC        | + 1 min 53 s     |
| 6  | Robert Gesink     | Pays-Bas  | Rabobank          | + 1 min 57 s     |
| 7  | Michael Rogers    | Australie | Columbia          | + 2 min 20 s     |
| 8  | Vincenzo Nibali   | Italie    | Liquigas          | + 2 min 30 s     |
| 9  | Roman Kreuziger   | Tchéquie  | Liquigas          | + 2 min 35 s     |
| 10 | Christian Knees   | Allemagne | Milram            | + 3 min 0 s      |

|     | Cycliste          | Pays        | Équipe                | Points |
| --- | ----------------- | ----------- | --------------------- | ------ |
| 1   | Samuel Sánchez    | Espagne     | Euskaltel-Euskadi     | 61     |
| 2   | Alberto Contador  | Espagne     | Astana                | 59     |
| 3   | Luis León Sánchez | Espagne     | Caisse d'Épargne      | 58     |
| 4   | Ben Swift         | Royaume-Uni | Katusha               | 50     |
| 5   | Christian Knees   | Allemagne   | Milram                | 37     |
| DSQ | Antonio Colom     | Espagne     | Katusha               | 36     |
| 7   | Marco Pinotti     | Italie      | Columbia              | 35     |
| 8   | Cadel Evans       | Australie   | Silence-Lotto         | 34     |
| 9   | Francesco Gavazzi | Italie      | Lampre-NGC            | 31     |
| 10  | Yury Trofimov     | Russie      | BBox Bouygues Telecom | 25     |

|    | Cycliste              | Pays       | Équipe            | Points |
| -- | --------------------- | ---------- | ----------------- | ------ |
| 1  | Rein Taaramäe         | Estonie    | Cofidis           | 37     |
| 2  | Aitor Hernández       | Espagne    | Euskaltel-Euskadi | 35     |
| 3  | Christian Vande Velde | États-Unis | Garmin-Slipstream | 21     |
| 4  | David Moncoutié       | France     | Cofidis           | 19     |
| 5  | Egoi Martínez         | Espagne    | Euskaltel-Euskadi | 14     |
| 6  | Damiano Cunego        | Italie     | Lampre-NGC        | 12     |
| 7  | José Herrada          | Espagne    | Contentpolis-Ampo | 12     |
| 8  | Alberto Contador      | Espagne    | Astana            | 11     |
| 9  | Andy Schleck          | Luxembourg | Saxo Bank         | 9      |
| 10 | Cadel Evans           | Australie  | Silence-Lotto     | 8      |

|    | Cycliste              | Pays       | Équipe                | Points |
| -- | --------------------- | ---------- | --------------------- | ------ |
| 1  | Egoi Martínez         | Espagne    | Euskaltel-Euskadi     | 6      |
| 2  | Yury Trofimov         | Russie     | BBox Bouygues Telecom | 6      |
| 3  | Christian Vande Velde | États-Unis | Garmin-Slipstream     | 5      |
| 4  | Bingen Fernández      | Espagne    | Cofidis               | 4      |
| 5  | Marco Pinotti         | Italie     | Columbia              | 3      |
| 6  | Manuele Mori          | Italie     | Lampre-NGC            | 3      |
| 7  | Rein Taaramäe         | Estonie    | Cofidis               | 3      |
| 8  | Aitor Hernández       | Espagne    | Euskaltel-Euskadi     | 3      |
| 9  | Vladimir Efimkin      | Russie     | AG2R La Mondiale      | 2      |
| 10 | David de la Fuente    | Espagne    | Fuji-Servetto         | 2      |

### Classement par équipes
|    | Équipes           | Temps            |
| -- | ----------------- | ---------------- |
| 1  | Caisse d'Épargne  | 62 h 35 min 14 s |
| 2  | Euskaltel-Euskadi | + 1 s            |
| 3  | Liquigas          | + 39 s           |
| 4  | Columbia          | + 4 min 10 s     |
| 5  | Saxo Bank         | + 4 min 27 s     |
| 6  | Astana            | + 6 min 18 s     |
| 7  | Rabobank          | + 6 min 28 s     |
| 8  | Quick Step        | + 12 min 00 s    |
| 9  | Katusha           | + 15 min 12 s    |
| 10 | Lampre-NGC        | + 17 min 03 s    |

## Les étapes

### 1reétape
6 avril 2009 - Ataun, 142 km
|    | Cycliste          | Pays      | Équipe            | Temps           |
| -- | ----------------- | --------- | ----------------- | --------------- |
| 1  | Luis León Sánchez | Espagne   | Caisse d'Épargne  | 3 h 28 min 43 s |
| 2  | Samuel Sánchez    | Espagne   | Euskaltel-Euskadi | m.t.            |
| 3  | Jérôme Pineau     | France    | Quick Step        | m.t.            |
| 4  | Christian Knees   | Allemagne | Milram            | m.t.            |
| 5  | Alexandr Kolobnev | Russie    | Saxo Bank         | m.t.            |
| 6  | Joaquim Rodríguez | Espagne   | Caisse d'Épargne  | m.t.            |
| 7  | Michael Rogers    | Australie | Columbia          | m.t.            |
| 8  | Vincenzo Nibali   | Italie    | Liquigas          | m.t.            |
| 9  | Dries Devenyns    | Belgique  | Quick Step        | m.t.            |
| 10 | Cadel Evans       | Australie | Silence-Lotto     | m.t.            |

|    | Cycliste          | Pays      | Équipe            | Temps           |
| -- | ----------------- | --------- | ----------------- | --------------- |
| 1  | Luis León Sánchez | Espagne   | Caisse d'Épargne  | 3 h 28 min 43 s |
| 2  | Samuel Sánchez    | Espagne   | Euskaltel-Euskadi | m.t.            |
| 3  | Jérôme Pineau     | France    | Quick Step        | m.t.            |
| 4  | Christian Knees   | Allemagne | Milram            | m.t.            |
| 5  | Alexandr Kolobnev | Russie    | Saxo Bank         | m.t.            |
| 6  | Joaquim Rodríguez | Espagne   | Caisse d'Épargne  | m.t.            |
| 7  | Michael Rogers    | Australie | Columbia          | m.t.            |
| 8  | Vincenzo Nibali   | Italie    | Liquigas          | m.t.            |
| 9  | Dries Devenyns    | Belgique  | Quick Step        | m.t.            |
| 10 | Cadel Evans       | Australie | Silence-Lotto     | m.t.            |

### 2eétape
7 avril 2009 - Ataun à Villatuerta, 169 km
|    | Cycliste          | Pays        | Équipe                | Temps           |
| -- | ----------------- | ----------- | --------------------- | --------------- |
| 1  | Yury Trofimov     | Russie      | BBox Bouygues Telecom | 4 h 12 min 46 s |
| 2  | Rein Taaramäe     | Estonie     | Cofidis               | + 6 s           |
| 3  | Ben Swift         | Royaume-Uni | Katusha               | + 1 min 10 s    |
| 4  | Michael Albasini  | Suisse      | Columbia              | m.t.            |
| 5  | Luis León Sánchez | Espagne     | Caisse d'Épargne      | m.t.            |
| 6  | Francesco Gavazzi | Italie      | Lampre-NGC            | m.t.            |
| 7  | Fabian Wegmann    | Allemagne   | Milram                | m.t.            |
| 8  | Allan Davis       | Australie   | Quick Step            | m.t.            |
| 9  | Alexandr Kolobnev | Russie      | Saxo Bank             | m.t.            |
| 10 | Manuele Mori      | Italie      | Lampre-NGC            | m.t.            |

|    | Cycliste          | Pays      | Équipe            | Temps           |
| -- | ----------------- | --------- | ----------------- | --------------- |
| 1  | Luis León Sánchez | Espagne   | Caisse d'Épargne  | 7 h 42 min 39 s |
| 2  | Alexandr Kolobnev | Russie    | Saxo Bank         | m.t.            |
| 3  | Jérôme Pineau     | France    | Quick Step        | m.t.            |
| 4  | Christian Knees   | Allemagne | Milram            | m.t.            |
| 5  | Samuel Sánchez    | Espagne   | Euskaltel-Euskadi | m.t.            |
| 6  | Michael Rogers    | Australie | Columbia          | m.t.            |
| 7  | Roman Kreuziger   | Tchéquie  | Liquigas          | m.t.            |
| 8  | Egoi Martínez     | Espagne   | Euskaltel-Euskadi | m.t.            |
| 9  | Vincenzo Nibali   | Italie    | Liquigas          | m.t.            |
| 10 | Alberto Contador  | Espagne   | Astana            | m.t.            |

### 3eétape
8 avril 2009 - Villatuerta à Éibar 163 km
|     | Cycliste           | Pays      | Équipe            | Temps           |
| --- | ------------------ | --------- | ----------------- | --------------- |
| 1   | Alberto Contador   | Espagne   | Astana            | 4 h 16 min 29 s |
| 2   | Cadel Evans        | Australie | Silence-Lotto     | + 9 s           |
| 3   | Samuel Sánchez     | Espagne   | Euskaltel-Euskadi | m.t.            |
| DSQ | Antonio Colom      | Espagne   | Katusha           | m.t.            |
| 5   | Damiano Cunego     | Italie    | Lampre-NGC        | + 28 s          |
| 6   | Robert Gesink      | Pays-Bas  | Rabobank          | + 33 s          |
| 7   | Luis León Sánchez  | Espagne   | Caisse d'Épargne  | + 36 s          |
| 8   | Roman Kreuziger    | Tchéquie  | Liquigas          | + 55 s          |
| 9   | Fredrik Kessiakoff | Suède     | Fuji-Servetto     | m.t.            |
| 10  | Vincenzo Nibali    | Italie    | Liquigas          | m.t.            |

|     | Cycliste          | Pays      | Équipe                | Temps            |
| --- | ----------------- | --------- | --------------------- | ---------------- |
| 1   | Alberto Contador  | Espagne   | Astana                | 11 h 59 min 08 s |
| 2   | Samuel Sánchez    | Espagne   | Euskaltel-Euskadi     | + 9 s            |
| 3   | Cadel Evans       | Australie | Silence-Lotto         | m.t.             |
| DSQ | Antonio Colom     | Espagne   | Katusha               | m.t.             |
| 4   | Damiano Cunego    | Italie    | Lampre-NGC            | + 28 s           |
| 5   | Robert Gesink     | Pays-Bas  | Rabobank              | + 33 s           |
| 6   | Luis León Sánchez | Espagne   | Caisse d'Épargne      | + 36 s           |
| 7   | Roman Kreuziger   | Tchéquie  | Liquigas              | m.t.             |
| 8   | Vincenzo Nibali   | Italie    | Liquigas              | m.t.             |
| 9   | Sandy Casar       | France    | La Française des jeux | m.t.             |

### 4eétape
9 avril 2009 - Éibar à Güeñes 152 km
|    | Cycliste              | Pays        | Équipe            | Temps           |
| -- | --------------------- | ----------- | ----------------- | --------------- |
| 1  | Michael Albasini      | Suisse      | Columbia          | 3 h 59 min 42 s |
| 2  | Jurgen Van den Broeck | Belgique    | Silence-Lotto     | m.t.            |
| 3  | Christian Vande Velde | États-Unis  | Garmin-Slipstream | m.t.            |
| 4  | Ben Swift             | Royaume-Uni | Katusha           | + 1 min 25 s    |
| 5  | Allan Davis           | Australie   | Quick Step        | m.t.            |
| 6  | Xavier Florencio      | Espagne     | Cervélo TestTeam  | m.t.            |
| 7  | Björn Schröder        | Allemagne   | Milram            | m.t.            |
| 8  | Christian Knees       | Allemagne   | Milram            | m.t.            |
| 9  | David de la Fuente    | Espagne     | Fuji-Servetto     | m.t.            |
| 10 | Samuel Sánchez        | Espagne     | Euskaltel-Euskadi | m.t.            |

|     | Cycliste          | Pays      | Équipe                | Temps            |
| --- | ----------------- | --------- | --------------------- | ---------------- |
| 1   | Alberto Contador  | Espagne   | Astana                | 16 h 00 min 16 s |
| 2   | Samuel Sánchez    | Espagne   | Euskaltel-Euskadi     | + 8 s            |
| 3   | Cadel Evans       | Australie | Silence-Lotto         | m.t.             |
| DSQ | Antonio Colom     | Espagne   | Katusha               | m.t.             |
| 4   | Damiano Cunego    | Italie    | Lampre-NGC            | + 27 s           |
| 5   | Robert Gesink     | Pays-Bas  | Rabobank              | + 32 s           |
| 6   | Luis León Sánchez | Espagne   | Caisse d'Épargne      | + 35 s           |
| 7   | Roman Kreuziger   | Tchéquie  | Liquigas              | + 54 s           |
| 8   | Vincenzo Nibali   | Italie    | Liquigas              | m.t.             |
| 9   | Sandy Casar       | France    | La Française des jeux | m.t.             |

### 5eétape
10 avril 2009 - Güeñes à Zalla 162 km
|    | Cycliste            | Pays        | Équipe           | Temps           |
| -- | ------------------- | ----------- | ---------------- | --------------- |
| 1  | Marco Pinotti       | Italie      | Columbia         | 4 h 15 min 56 s |
| 2  | Ben Swift           | Royaume-Uni | Katusha          | + 19 s          |
| 3  | Francesco Gavazzi   | Italie      | Lampre-NGC       | m.t.            |
| 4  | Christian Knees     | Allemagne   | Milram           | m.t.            |
| 5  | Johannes Fröhlinger | Allemagne   | Milram           | m.t.            |
| 6  | Vladimir Efimkin    | Russie      | AG2R La Mondiale | m.t.            |
| 7  | David López         | Espagne     | Caisse d'Épargne | m.t.            |
| 8  | Peter Velits        | Slovaquie   | Milram           | m.t.            |
| 9  | Dries Devenyns      | Belgique    | Quick Step       | m.t.            |
| 10 | Alberto Contador    | Espagne     | Astana           | m.t.            |

|     | Cycliste          | Pays      | Équipe                | Temps            |
| --- | ----------------- | --------- | --------------------- | ---------------- |
| 1   | Alberto Contador  | Espagne   | Astana                | 20 h 16 min 31 s |
| 2   | Samuel Sánchez    | Espagne   | Euskaltel-Euskadi     | + 8 s            |
| 3   | Cadel Evans       | Australie | Silence-Lotto         | m.t.             |
| DSQ | Antonio Colom     | Espagne   | Katusha               | m.t.             |
| 4   | Damiano Cunego    | Italie    | Lampre-NGC            | + 27 s           |
| 5   | Robert Gesink     | Pays-Bas  | Rabobank              | + 32 s           |
| 6   | Luis León Sánchez | Espagne   | Caisse d'Épargne      | + 35 s           |
| 7   | Roman Kreuziger   | Tchéquie  | Liquigas              | + 54 s           |
| 8   | Vincenzo Nibali   | Italie    | Liquigas              | m.t.             |
| 9   | Sandy Casar       | France    | La Française des jeux | m.t.             |

### 6eétape
11 avril 2009 - Zalla, 24 km (contre-la-montre)
|     | Cycliste              | Pays       | Équipe            | Temps        |
| --- | --------------------- | ---------- | ----------------- | ------------ |
| 1   | Alberto Contador      | Espagne    | Astana            | 31 min 59 s  |
| DSQ | Antonio Colom         | Espagne    | Katusha           | + 22 s       |
| 3   | Samuel Sánchez        | Espagne    | Euskaltel-Euskadi | + 45 s       |
| 4   | Michael Rogers        | Australie  | Columbia          | + 45 s       |
| 5   | Luis León Sánchez     | Espagne    | Caisse d'Épargne  | + 1 min 13 s |
| 6   | Marco Pinotti         | Italie     | Columbia          | + 1 min 18 s |
| 7   | Christian Vande Velde | États-Unis | Garmin-Slipstream | + 1 min 22 s |
| 8   | Cadel Evans           | Australie  | Silence-Lotto     | + 1 min 25 s |
| 9   | Robert Gesink         | Pays-Bas   | Rabobank          | m.t.         |
| 10  | Damiano Cunego        | Italie     | Lampre-NGC        | + 1 min 26 s |

|     | Cycliste          | Pays      | Équipe            | Temps            |
| --- | ----------------- | --------- | ----------------- | ---------------- |
| 1   | Alberto Contador  | Espagne   | Astana            | 20 h 48 min 30 s |
| DSQ | Antonio Colom     | Espagne   | Katusha           | + 30 s           |
| 2   | Samuel Sánchez    | Espagne   | Euskaltel-Euskadi | + 53 s           |
| 3   | Cadel Evans       | Australie | Silence-Lotto     | + 1 min 33 s     |
| 4   | Luis León Sánchez | Espagne   | Caisse d'Épargne  | + 1 min 48 s     |
| 5   | Damiano Cunego    | Italie    | Lampre-NGC        | + 1 min 53 s     |
| 6   | Robert Gesink     | Pays-Bas  | Rabobank          | + 1 min 57 s     |
| 7   | Michael Rogers    | Australie | Columbia          | + 2 min 20 s     |
| 8   | Vincenzo Nibali   | Italie    | Liquigas          | + 2 min 30 s     |
| 9   | Roman Kreuziger   | Tchéquie  | Liquigas          | + 2 min 35 s     |

## Évolution des classements
| Étape (Vainqueur)     | Classement général | Classement par points | Classement de la montagne | Classement des Metas Volantes | Classement par équipes |
| --------------------- | ------------------ | --------------------- | ------------------------- | ----------------------------- | ---------------------- |
| 1 (Luis León Sánchez) | Luis León Sánchez  | Luis León Sánchez     | Aitor Hernández           | Gorka Izagirre                | Caisse d'épargne       |
| 2 (Yury Trofimov)     | Luis León Sánchez  | Luis León Sánchez     | Aitor Hernández           | Manuel Vázquez Hueso          | Caisse d'épargne       |
| 3 (Alberto Contador)  | Alberto Contador   | Luis León Sánchez     | Aitor Hernández           | Manuel Vázquez Hueso          | Caisse d'épargne       |
| 4 (Michael Albasini)  | Alberto Contador   | Luis León Sánchez     | Aitor Hernández           | Michael Albasini              | Caisse d'épargne       |
| 5 (Marco Pinotti)     | Alberto Contador   | Ben Swift             | Rein Taaramäe             | Egoi Martínez                 | Caisse d'épargne       |
| 6 (Alberto Contador)  | Alberto Contador   | Samuel Sánchez        | Rein Taaramäe             | Egoi Martínez                 | Caisse d'épargne       |